# Brigadas de los Mártires de Al-Aqsa
Las Brigadas de los Mártires de Al-Aqsa (كتائب شهداء الأقصى; romanizado Kataeb Shuhada Al-Aqsa) es un grupo armado palestino vinculado al Tanzim, que a su vez es la rama militar del movimiento político Fatah. Las Brigadas nacieron con el estallido de la Segunda Intifada (también conocida como «Intifada de Al-Aqsa») en el año 2000, tras los enfrentamientos del 29 de septiembre en la Explanada de las Mezquitas de Jerusalén. El nombre de este grupo está relacionado con la Mezquita de Al-Aqsa (en árabe: المسجد الاقصى‎, Masjid Al-Aqsa), situada en Jerusalén, a pesar de ser, como Fatah, un movimiento laico.
Tras la muerte de Yasser Arafat el 11 de noviembre de 2004, el grupo anunció que firmaría sus ataques en nombre de las Brigadas de Shahid Yasser Arafat. Las Brigadas de los Mártires de Al-Aqsa están vinculadas a Fatah, pero gozan de gran autonomía, y están compuestas por decenas de grupos armados diseminados por Cisjordania y, con otros nombres, en la Franja de Gaza.
Es importante no confundir las Brigadas de los Mártires de Al-Aqsa con Fuerza 17 (guardia personal del líder palestino Yasser Arafat) y la Policía Civil Palestina. Las Brigadas de los Mártires de Al-Aqsa es un grupo de voluntarios y por lo tanto nunca ha tenido una lista oficial de afiliados.
El grupo está construido por células independientes para proteger a los miembros de ser descubiertos por las autoridades policiales israelíes. Desde el arresto en 2002 de su fundador, Marwan Barghuti, las Brigadas de los Mártires de Al-Aqsa no ha tenido un jefe indiscutible, ni de su calibre. Algunos grupos locales como los que actúan en Yenín o en Nablus, en el norte de Cisjordania, son como Hamás, con el que a veces colaboran en atentados o ataques. La organización ha sido designada como organización terrorista por Israel, la Unión Europea, Canadá,Japón, Nueva Zelanda, y los Estados Unidos.

## Relación con Fatah y la Autoridad Palestina
Las Brigadas de los Mártires de Al-Aqsa anunciaron su separación del partido Fatah en 2007, coincidiendo con el anuncio del presidente Mahmoud Abbas de un decreto que prohibía todas las milicias armadas. Actualmente, el movimiento Fatah no adopta oficialmente el ala militar, y sus declaraciones y sitios web carecen de cualquier referencia a él o a sus miembros y líderes. Entre 2007 y 2008, algunos miembros desertaron y se pasaron a la Autoridad Palestina mientras que otros formaron grupos islamistas disidentes como los Comités de Resistencia Popular (PRC) en la Franja de Gaza.
Ibrahim al-Nabulsi ha sido descrito como "un líder de Fatah de Kataeb Shuhada' Al-Aqsa" pero es posible que muchas personas tengan afiliaciones separadas con ambos.

### Antes de 2007
Desde 2002, algunos líderes de Fatah supuestamente han intentado que las brigadas dejen de atacar a civiles. En noviembre de 2003, periodistas de la BBC descubrieron un pago de Fatah de 50.000 dólares al mes a al-Aqsa. Esta investigación, combinada con los documentos encontrados por las Fuerzas de Defensa de Israel (FDI), llevó al gobierno de Israel a sacar la conclusión de que las Brigadas de los Mártires de al-Aqsa siempre habían sido financiadas directamente por Yasir Arafat.
El 18 de diciembre de 2003, Fatah pidió a los líderes de las Brigadas de los Mártires de Al-Aqsa que se unieran al Consejo de Fatah, reconociéndolo oficialmente como parte de la organización Fatah. En junio de 2004, el entonces primer ministro palestino Ahmed Qurei declaró abiertamente esto: "Hemos declarado claramente que las Brigadas de los Mártires de Aksa son parte de Fatah. Estamos comprometidos a ellos y Fatah tiene toda la responsabilidad por el grupo".

### Acuerdo de amnistía de 2007
En julio de 2007, Israel y la Autoridad Palestina llegaron a un acuerdo de amnistía según el cual 178 hombres armados de al-Aqsa entregaron sus armas a la Autoridad Palestina, renunciaron a la futura violencia contra Israel y se les permitió unirse a las fuerzas de seguridad palestinas.
Acuerdos posteriores en 2007 y 2008 agregaron más hombres armados a la lista de aquellos a quienes se les concedió amnistía a cambio de poner fin a la violencia, lo que finalmente llevó el total a más de 300.
El 22 de agosto de 2007, según Arutz Sheva, la Brigada de los Mártires de Al-Aqsa anunció que se retractaba de su compromiso y promesa de abstenerse de ataques contra Israel y del acuerdo de amnistía respaldado por Israel que otorgaba amnistía a 178 miembros de Al-Aqsa. hombres armados que acordaron detener las actividades militantes contra Israel y entregar sus armas. Al-Aqsa dijo que se retiró del acuerdo debido al arresto por parte de las FDI de dos militantes que se suponía estaban en la lista de amnistía. Según las FDI, dijeron que capturaron a los dos hombres en un puesto de control y dijeron que estaban involucrados en "actividades terroristas", lo que en consecuencia ordenó su arresto de acuerdo con las estipulaciones del acuerdo de amnistía. Poco después de retirarse del acuerdo de amnistía y de su promesa de dejar de atacar a Israel que Al Aqsa había acordado un mes antes, hombres armados de Al Aqsa en Gaza han anunciado que están empezando a lanzar cientos de cohetes y granadas de mortero contra pueblos y ciudades israelíes. y llamó a la campaña "Agujero en la pared II".

## Antecedentes
Durante los años 80 y 90, y particularmente en la Primera Intifada, que empezó en 1987 en la Franja de Gaza y Cisjordania, se crearon muchas ramas armadas afiliadas con movimientos políticos. De Hamás surgieron las Brigadas de Ezzeldin Al-Qassam y de Fatah los Halcones. También hubo otros grupos regionales que, aunque afiliados al mismo partido, no tenían relación entre dichos grupos.
Después de 1994, varios grupos se juntaron en una organización llamada Tanzim, cuyo jefe fue Marwan Barghuti, un militante joven y popular del área de Ramala. 
Las Brigadas de los Mártires de Al-Aqsa fueron fundadas por Marwan Barghuti, con miembros militantes en el Tanzim. Así parece claro que la formación de las Brigadas de los Mártires de Al-Aqsa se produjo por una fractura del Tanzim.
En sus fases iniciales, las Brigadas de los Mártires de Al-Aqsa declararon que sólo atacarían objetivos militares en Cisjordania y la Franja de Gaza como oposición a las políticas colonistas de Israel en aquellas áreas. Pero desde que, en marzo de 2002, el grupo realizó un ataque en Jerusalén, el Departamento de Estado llamó al grupo, terrorista. Desde aquel ataque, las Brigadas de los Mártires de Al-Aqsa siguieron asaltando objetivos a través de las fronteras de Israel, y a veces ha declarado que Israel no tiene derecho a existir.

### Políticas
Como todos los grupos militantes y políticos de la Autoridad Nacional Palestina y la OLP, las Brigadas de los Mártires de Al-Aqsa creen en las siguientes políticas:
- al-Auda (La Vuelta): que representa el derecho de los refugiados del conflicto árabe-israelí a volver a los lugares donde vivían antes de la guerra de los Seis Días en 1967 o la guerra árabe-israelí de 1948.
- al-Quds (Jerusalén): que representa el derecho del pueblo palestino a tener como capital de su Estado a Jerusalén.
- al-Nidal (La Lucha): que representa que los objetivos del pueblo palestino sólo se pueden alcanzar a través de la lucha armada contra Israel.

Aunque su nombre deriva de un lugar sagrado para el islam, las brigadas de los Mártires de Al-Aqsa es un grupo laico en el que también hay miembros cristianos, y cree en un estado democrático.

## Jefatura
Durante la vida del Presidente Yasser Arafat, la prensa mundial todavía no conocía una estrecha relación entre el propio presidente, el Tanzim, las Brigadas de los Mártires de Al-Aqsa, y los ataques terroristas.
Aunque Arafat denunciaba los ataques en sus comparecencias públicas, algunos comandantes de las Brigadas de los Mártires de Al-Aqsa han declarado que habían recibido sus órdenes de Fatah. Como ejemplo, podemos señalar lo que Maslama Thabet dijo a USA Today en marzo de 2002: "Nosotros recibimos nuestras instrucciones de Fatah. Nuestro comandante es el mismo Yasser Arafat". Y además, Nasser Badawi, otro comandante local, dijo al New York Times que las Brigadas de los Mártires de Al-Aqsa, siguen las instrucciones de su líder que es elegido por el resto de los comandantes menores de las Brigadas de los Mártires de Al-Aqsa y que, contrariamente a lo que dice en sus declaraciones, Arafat nunca les pidió parar sus ataques.
En noviembre del 2002 la BBC descubrió que Fatah había pagado 50.000 dólares mensuales a las Brigadas de los Mártires de Al-Aqsa. En junio de 2004 Mahmoud Abbas, en aquellos tiempos el primer ministro de la Autoridad Nacional Palestina dijo: "Nosotros declaramos claramente que las Brigadas de los Mártires Al-Aqsa son un parte de Fatah, y Fatah tiene responsabilidad en ese grupo".
El jefe del grupo, Marwan Barghuti, fue detenido por Israel en marzo de 2002 y acusado por asesino, conspiración para asesinar, y pertenencia a banda armada. Marwan Barghuti, antes de su detención, era un miembro de la Autoridad Nacional Palestina y secretario general de Fatah en Cisjordania.
En julio de 2004, Ahmed Qureia, el primer ministro de la Autoridad Nacional Palestina en ese momento, dijo de forma inequívoca que existía relación entre Fatah y las Brigadas de los Mártires de Al-Aqsa: "Las Brigadas de los Mártires Al-Aqsa, es el ala militar del movimiento Fatah, y no se disolverá. Fatah nunca renunciará a su ala militar."

## Jefes locales
En la organización de las "brigadas", la posición más decisiva es la del jefe local, usualmente un terrorista que aunque joven de 25-35 años, es veterano de la lucha contra el estado de Israel, si bien hay excepciones como Marwan Barghuti, que tiene más de 45 años. Muchos jefes fueron militantes en uniones de alumnos en universidades palestinas, oficiales en los cuerpos de seguridad en la Autoridad Nacional Palestina, o "ingenieros". De esta forma se denominan los personajes que diseñan aparatos explosivos, y que ayudan a preparar los ataques.
A continuación se muestra una lista de oficiales de las Brigadas de los Mártires de Al-Aqsa, algunos muertos y otros vivos con su zona de actividad y sus edades. Para más información pueden leer los artículos de sus nombres si estos existen.

### Ramala
- Mahmoud Damra (1961-): Militante de las Brigadas de los Mártires de Al-Aqsa y oficial en jefe de la Fuerza 17 siendo designado para el puesto en la Fuerza 17 en junio de 2006 antes de ser detenido por Israel. Damra era el comandante de Fuerza 17 durante el asedio del recinto de Yasser Arafat en Ramala, la Mukata, y uno de los personajes más buscados por Israel en la operación. Al ser Damra también el jefe de las Brigadas de los Mártires de Al-Aqsa en Ramala, y el tener lazos personales cercanos con Yasser Arafat, ayudaron a encriminar al presidente de la Autoridad Nacional Palestina por los actos terroristas de las Brigadas de los Mártires de Al-Aqsa. Damra fue uno de los personajes que protegieron a Yasser Arafat personalmente durante el citado asedio. La decisión de nombrar Damra como el comandante de Fuerza 17 provocó el enojo de Israel, EE. UU., y la Unión Europea.

### Nablus
- Naif Abu Chara(1966-29 de junio de 2004): Fundador de las Brigadas de los Mártires de Al-Aqsa en Napulsa. Fue un oficial en la Inteligencia General y fue asesinado durante una operación del ejército israelí, en la que también asesinaron a Fadi Bahti de la Yihad Islámica y Yafer Misri de Hamás.

- Fadi Kaficha (?-31 de agosto de 2006): Ingeniero famoso por sus fugas de la policía y ejército israelí. Fue asesinado por una emboscada israelí en la Casba de Nablus.

- Ala Senakré: Jefe de las Brigadas de los Mártires de Al-Aqsa en el campamento de refugiados de Balata en Nablus. Se cree que es el teniente comandante de las Brigadas de los Mártires de Al-Aqsa en el norte de Cisjordania. Senakré frecuentemente hace declaraciones por el periodista estadounidense Aaron Klein de World Net Daily, y es citado como alguien que se apoya en una alianza con Hezbolá.

### Yenín
- Zakarias Zubeidi (1976-): Jefe más conocido de las Brigadas de los Mártires de Al-Aqsa por detrás de Marwan Barghuti, y buscado por Israel durante la Segunda Intifada. Zubeidi es un comandante popular y poderoso entre la brigada de Yenín y alrededores. Se hizo famoso en Israel y en unos cuantos periódicos por sus lazos con Tali Fahima, una activista pacifista que fue detenida por Israel y juzgada por aquellas actividades.

- Yihad Abu-Rub (?): Un aliado cercano de Zubeidi, Abu-Rub es el líder de las Brigadas de los Mártires de Al-Aqsa en el campamento de refugiados de Kabatia en el pueblo del mismo nombre. Tiene muchos parientes activos en otros grupos terroristas como Hamás y Yihad Islámica.

## Actividad armada
Las Brigadas de los Mártires de Al-Aqsa son responsables de numerosos ataques en Cisjordania, dirigidos tanto a israelíes como a palestinos. En 2002, por ejemplo, mataron a Ikhlas Khouli por colaborar con Israel. En noviembre y diciembre de 2003, mataron al hermano de Ghassan Shakaa (el alcalde de Nablus). En febrero de 2004, Shakaa presentó su dimisión de su cargo en protesta por la falta de acción de la Autoridad Palestina contra las milicias armadas que "atacan" la ciudad.
Durante los primeros tres meses de 2004, también se atribuyó a las Brigadas una serie de ataques contra periodistas en Cisjordania y la Franja de Gaza, incluido el ataque a las oficinas de la estación de televisión árabe Al Arabiya en Cisjordania por parte de enmascarados hombres que se identificaron como miembros de las Brigadas. Los periodistas palestinos en Gaza convocaron una huelga general el 9 de febrero de 2004 para protestar por esta creciente violencia contra los periodistas. Las Brigadas de los Mártires de Al Aqsa han tenido un papel destacado en los disturbios de julio de 2004 en la Franja de Gaza, en los que oficiales palestinos fueron secuestrados y los edificios del cuartel general de seguridad de la Autoridad Palestina y policías fueron atacados por hombres armados. Estos disturbios llevaron al gabinete palestino a declarar el estado de emergencia. Un medio de comunicación describió la situación en la Autoridad Palestina como anarquía y caos.
Las Brigadas de los Mártires de Al Aqsa han llevado a cabo varios ataques conjuntos con el grupo islamista Hamás. Estos ataques se cometieron principalmente en la Franja de Gaza. Las Brigadas de los Mártires de al-Aqsa también han llevado a cabo ataques conjuntos con otros grupos militantes como como la Yihad Islámica Palestina, los Comités de Resistencia Popular y con Hezbolá en Cisjordania.
Las oficinas de la Unión Europea en la Gaza fueron allanadas por 15 hombres armados enmascarados de las Brigadas de los Mártires de al-Aqsa el 30 de enero de 2006. Exigieron disculpas a Dinamarca y Noruega por el Jyllands-Posten Caricaturas de Mahoma y se fue 30 minutos después sin disparos ni heridos.
El 9 de junio de 2007, en un asalto fallido a una posición de las FDI en el cruce de Kissufim entre Gaza e Israel en un posible intento de secuestrar a soldados de las FDI, cuatro miembros armados de las Brigadas al-Quds – el ala militar de la Jihad Islámica – y las Brigadas de los Mártires de Al-Aqsa, como entonces ala militar de Fatah, utilizaron un vehículo marcado con las insignias "TV" y "PRESS", penetraron la valla fronteriza y asaltaron una torre de vigilancia en lo que la Jihad Islámica y el ejército dijeron que era un Intento fallido de capturar a un soldado israelí. Las tropas de las FDI mataron a un militante, mientras que los demás escaparon. El uso de un vehículo que parecía un vehículo de prensa provocó una fuerte respuesta de muchos periodistas y organizaciones de noticias, incluida la Asociación de Prensa Extranjera.y Human Rights Watch.
El 14 de julio de 2007, Zakaria Zubeidi (considerado el líder local de Al-Aqsa en Yenín y el norte de Cisjordania, y que había sido buscado durante muchos años por su actividad armada contra Israel – acordó cese de luchar contra Israel, después de que el primer ministro Ehud Ólmert concediera el indulto condicional a 178 prisioneros de los territorios de la Autoridad Palestina.
La organización ha sido designada como organización terrorista por Israel, la Unión Europea, Canadá, Japón, New Zealand, y los Estados Unidos.

### Primeros años
El primer ataque del grupo, ocurrió el 30 de octubre del 2000, cuando un joven militante disparó a dos policías israelíes por la espalda a la entrada del Instituto Nacional de Seguros en Jerusalén Este, matando a un oficial camino al hospital. El 20 de noviembre del mismo año, una bomba de mortero explotó cuando un autobús escolar blindado y escoltado (originario de Kfar Darom), detonó a cierta distancia del autobús, pero grandes trozos de metralla penetraron en el costado del vehículo, matando a dos profesores e hiriendo a otras nueve personas, entre ellas cinco niños. Un grupo autodenominado "Hezbolá palestino" llamó por teléfono a Al-Jazeera para anunciar su existencia y reivindicar el ataque, aunque dos grupos más se lo atribuyeron, los Mártires de Al-Aqsa, y la brigada Omar al-Mukhtar, que la describen como "una escisión poco conocida de una pequeña facción de la OLP".
No fue hasta el 17 de enero de 2001, Hisham Nikki, cabeza de la Corporación de Radiodifusión Palestina asociado con Yasir Arafat, fue asesinado a tiros en un restaurante y un hotel en la ciudad de Gaza, Franja de Gaza. Días después, se adjudicó el asesinato de un colono israelí en Jerusalén. El 14 de abril, dos bombas detonaron, dañando dos vehículos e hiriendo a un civil en la calle Herzl, Tel Aviv. Un mes después, los Batallones de los Mártires de Al-Aqsa mataron a una colona israelí e hirieron a su padre en Cisjordania, cerca del asentamiento Ma’ale Mikhmash, Área de Judea y Samaria, Concejo Regional Mateh Binyamin. El 28 de junio, guerrilleros emboscaron a dos vehículos de colonos cerca de Yenín, Cisjordania, matando a la colona Ekaterina Weintraub e hiriendo Yehudit Eliahu, y en junio fue asesinado Aahron Obidiya en un asentamiento cerca de Tulkarem. El 9 de julio, el grupo detonó una mina M18 Claymore, matando al capitán Shai Shalom Cohen e hiriendo a un soldado más cerca de Hebrón, Cisjordania.
El 25 de agosto, se registró un ataque a tiros contra un vehículo en movimiento cerca de Jerusalén, muriendo Sharon y Yaniv Ben-Shalom y Doron Sviri muriendo de sus heridas al día siguiente, e hiriendo dos menores. Al día siguiente el colono Dov Roseman, murió después de un ataque a tiros cerca de Tulkarem. El día 29 de agosto, un conductor israelí fue asesinado en un ataque cerca de Nablus, siendo clamado por el contrapuestos del Frente Democrático para la Liberación de Palestina (FDLP), el Frente Popular para la Liberación de Palestina (FPLP) y la Brigada de los Mártires de Al-Aqsa se adjudicaron el ataque. El 20 de septiembre, la colona Sarit Amrani es asesinada a tiros y su esposo fue herido, esto en el asentamiento de Nokdim, en Judea y Samaria. Un mes después, un explosivo improvisado fue desactivado en la casa del capitán de marina Natan Barak en Ra'anana un suburbio de Tel Aviv, resultando únicamente en daños materiales. El 27 de noviembre, tres atacantes atacaron a tiros a un grupo de civiles en Afula, y muriendo los dos atacantes, siendo clamado el ataque por la Brigadas de los Mártires y la Yihad Islámica Palestina como parte de un ataque doble. El 29 de noviembre, se registró un ataque contra colonos en Baqa al-Sharqiya, y el mismo día se registró un ataque suicida en un autobús que salía de una base militar en Hadera, distrito de Haifa, dejando como saldo Dos personas, un atacante  muertis y ocho personas heridas. El 12 de diciembre, la brigada se adjudica la emboscada en el asentamiento de Immanuel, que dejó como saldo un atacante y diez civiles muertos, además de cerca de treinta civiles heridos, siendo uno de los ataques más serios del grupo. Cinco días después, terroristas emboscaron a un colono israelí que conducía cerca del asentamiento de Aboud, Gobernación de Ramala y Al Bireh.
El 18 de febrero de 2002, las brigadas se adjudican un ataque suicida detonó dentro de su vehículo cuando la policía israelí lo detuvo entre Jerusalén y Ma'ale Adumim en Cisjordania, dejando muerto a un soldado, el atacante y un soldado más fue herido. El mismo día Mohammed Al-Qusser, un miliciano palestino emboscado a dos vehículos israelíes en una carretera del sur de la Franja de Gaza, matando a tres personas e hiriendo a otras tres, para luego el atacante se hizo estallar. Al día siguiente 6 soldados israelíes murieron y uno resultó herido cuando pistoleros palestinos les tendieron una emboscada en un puesto de control cerca de Ramala, en Cisjordania. Tanto la Brigada de los Mártires de Al Aqsa, Hamás como el Frente Popular para la Liberación de Palestina se atribuyeron la responsabilidad del ataque. Horas después, un fallido ataque suicida ocurrió cerca del asentamiento de Mehola, cerca de Cisjordania, cuando el conductor empujó al atacante fuera de un autobús antes de que pudiera detonar sus explosivos. El 23 de febrero, un atacante suicida Mohammed Tawfiq Shamali, intentó hacer estallar un supermercado abarrotado en Etrat, Cisjordania. La bomba no explotó y el atacante fue asesinado a tiros por un civil, en el proceso también resultó herida una mujer. Dos días después, un par de atacantes palestinos dispararon a un grupo de policías y colonos cerca de Neve Yaakov, Jerusalén Este, matando a un atacante e hiriendo a nueve (de los cuales tres eran oficiales de policía).
El 2 de marzo, el militante Mohammed al-Chouhani se inmoló en el barrio de Beit Yisrael, Jerusalén, el cual mató a diez personas e hirieron a más de 50. Tres días después, un militante de la Brigada de los Mártires de Al-Aqsa atacó a balazos un restaurante de mariscos de Tel Aviv, matando a tres e hiriendo a treinta y cinco más. El 7 de marzo, un atacante suicida detonó un artefacto explosivo dentro del vestíbulo del hotel Eshel Hasharon en Ari'el, Israel, que mató a una persona e hirió a catorce. La Brigada de los Mártires de Al-Aqsa emitió un comunicado en el que reivindicaron el ataque e identificaron al agresor como Shadi Nassar, de la aldea de Madama en la gobernación de Nabulus. Dos días después, otro ataque suicida ocurrió en un concurrido café en Jerusalén, que mató a once personas e hirió más de 65.
El 12 de marzo, dos atacantes de la brigada mataron a 7 civiles israelíes e hirió a seis más en el Kibutz Matzuva, cerca de la ciudad de Shlomi en el norte de Israel. Posteriormente, las fuerzas de seguridad israelíes mataron a los dos pistoleros. La Brigada de los Mártires de Al-Aqsa se atribuyó la autoría del ataque. El gobierno israelí inicialmente sospechó que los pistoleros eran combatientes entrenados de Hezbolá que se infiltraron en territorio israelí desde el Líbano, pero el Secretario General de Hezbolá, Sheikh Hasan Nasrallah, negó la acusación. Dos días después, un grupo de soldados que manejaban un Merkava-3 fueron impactados por un explosivo improvisado, matando a tres oficiales e hiriendo a dos.
El 17 de marzo, un atacante palestino un chico israelí e hirieron a otros catorce en la ciudad de Kfar Saba, al norte de Israel. El pistolero fue acorralado por la policía israelí y asesinado a tiros una hora después del atentado. El 21 de marzo, un atacante suicida (Mohammed Hashaika) en el centro de Jerusalén que mató a tres civiles israelíes e hirió a más de ochenta. La Brigada de los Mártires de Al-Aqsa se atribuyó la responsabilidad del atentado.

### Tiroteos
- 16 de octubre de 2005: Las Brigadas de los Mártires de Al-Aqsa declararon su responsabilidad en el tiroteo de Gush Etzion (3 muertos y 3 heridos israelíes).

### Utilización de menores de edad
El 24 de marzo de 2004, un adolescente llamado Hussam Abdo fue detenido en un control militar de Jawara llevando un cinturón explosivo. Después de esta detención, una célula de militantes adolescentes de las Brigadas de los Mártires de Al-Aqsa fue detenido en Nablus.

### Invasión israelí de la Franja de Gaza de 2023
Según el Instituto para el Estudio de la Guerra, durante la invasión israelí de la Franja de Gaza, las Brigadas de los Mártires de al-Aqsa entraron en combate con las Fuerzas de Defensa de Israel en varios lugares en toda la Franja de Gaza, incluso en Ciudad de Gaza, Jan Yunis y Juhor ad-Dik.

### Otras acciones
Las Brigadas de los Mártires de Al-Aqsa, como muchos grupos militantes, son conocidas por usar pósteres promocionales en las ciudades de la Autoridad Nacional Palestina. Durante los primeros tres meses de 2004 fueron acusados de varios asaltos a periodistas, incluyendo el asalto a las oficinas del canal árabe al-Arabiya por personajes enmascarados que fueron identificados como miembros de las Brigadas de los Mártires de Al-Aqsa. Estos ataques provocaron que los periodistas palestinos en la Franja de Gaza declararan una huelga.
Las oficinas de la Unión Europea en Gaza fueron asaltadas por 15 miembros encapuchados de las Brigadas de los Mártires de Al-Aqsa el 30 de enero de 2006 para protestar por las caricaturas del Profeta aparecidas en el periódico danés Jyllands-Posten. Pidieron una disculpa de Dinamarca y Noruega y después de 30 minutos, salieron.

## Cultura popular
En la película Brüno, el personaje de Brüno entrevistó a cristiano palestino Ayman Abu Aita, quien fue retratado en la película como un líder del grupo militante. El grupo emitió una declaración a un periodista radicado en Jerusalén diciendo que estaba "muy molesto" por haber aparecido en la película. Abu Aita insiste en que lo engañaron para que apareciera en la película y que nunca estuvo involucrado con las Brigadas de los Mártires. En una entrevista con Time, Abu Aita declaró: "Es cierto que fui encarcelado en 2003... Participé activamente en la resistencia a la ocupación, de manera no violenta. Después de que se reprodujera un clip de la entrevista en el Late Show with David Letterman, Ayman llamó a Baron Cohen un "gran mentiroso" Abu Aita posteriormente presentó una demanda por 110 millones de dólares contra Baron Cohen y David Letterman,que se resolvió antes del juicio.